# William Matthaeus
William Henry Matthaeus (* um 1950) ist ein US-amerikanischer Astro- und Plasmaphysiker.

## Biographie
Matthaeus besuchte die Schule in Philadelphia mit dem Abschluss 1968 und studierte mit einem Stipendium des Bürgermeisters von Philadelphia Physik und Philosophie an der University of Pennsylvania mit dem Bachelor-Abschluss 1973. Er erhielt 1975 einen M.A. in Physik an der Old Dominion University in Norfolk in Virginia und 1977 einen Master of Science in Physik am College of William and Mary, an dem er 1979 bei David Campbell Montgomery in Plasmaphysik promovierte (Nonlinear Evolution of the Magnetohydrodynamic Sheet Pinch). Er ist Unidel Professor für Physik und Astronomie an der University of Delaware, an der er seit 1983 lehrt und am Bartol Research Institute ist.
Er befasst sich mit Plasmaphysik (Turbulenz in der Magnetohydrodynamik (MHD) mit numerischer Simulation, kinetischer Theorie) mit astrophysikalischen Anwendungen (wie dem Sonnenwind und dessen Fluktuationen). Er ist am Swarthmore Spheromak Experiment und seit 2004 wesentlich an der 2018 gestarteten  Parker Solar Probe beteiligt zur Untersuchung der Korona der Sonne. Seit 2016 ist er Direktor des Delaware Space Grant der NASA.
In den 1980er Jahren wandte er die Lattice-Boltzmann-Methode in der Magnetohydrodynamik an und 1992 veröffentlichte er eine vielzitierte Arbeit über die Ableitung der Navier-Stokes-Gleichung mit der Lattice-Boltzmann-Methode.
1985 erhielt Matthaeus die James B. Macelwane Medal der American Geophysical Union und wurde deren Fellow. Für 2019 erhielt er den James-Clerk-Maxwell-Preis für Plasmaphysik für Pionierforschung zur Natur der Turbulenz in Weltraumplasmen und astrophysikalischen Plasmen, die zu wichtigen Fortschritten im Verständnis von Teilchentransport, Dissipation der Turbulenzenergie und  magnetischer Rekonnexion (Laudatio) führte. 2025 wurde er zum Mitglied der National Academy of Sciences gewählt.

## Schriften (Auswahl)
Außer die in den Fußnoten zitierten Arbeiten.
- mit M. L. Goldstein: Measurement of the rugged invariants of magnetohydrodynamic turbulence in the solar wind, Journal of Geophysical Research: Space Physics, Band 87, 1982, S. 6011–6028
- mit J. V. Shebalin, D. Montgomery: Anisotropy in MHD turbulence due to a mean magnetic field, Journal of Plasma Physics, Band 29, 1983, S. 525–547
- mit S. L. Lamkin: Turbulent magnetic reconnection, Physics of Fluids, Band 29, 1986, S. 2513–2534
- mit S. Chen, H. Chen. D. Martinez: Lattice Boltzmann model for simulation of magnetohydrodynamics, Physical Review Letters, Band 67, 1991, S. 3776
- mit J. W. Bieber u. a.: Proton and electron mean free paths: The Palmer consensus revisited, The Astrophysical Journal, Band 420, 1994, S. 294–306
- mit M. L. Goldstein, D. A. Roberts: Magnetohydrodynamic turbulence in the solar wind, Annual Review of Astronomy and Astrophysics, Band 33, 1995, S. 283–325
- mit J. W. Bieber, W. Wanner: Dominant two‐dimensional solar wind turbulence with implications for cosmic ray transport, Journal of Geophysical Research: Space Physics, Band 101, 1996, S. 2511–2522
- mit R. J. Leamon u. a.: Observational constraints on the dynamics of the interplanetary magnetic field dissipation range, Journal of Geophysical Research: Space Physics, Band 103, 1998, S. 4775–4787
- mit Ye Zhou, P. Dmitruk; Colloquium: Magnetohydrodynamic turbulence and time scales in astrophysical and space plasmas, Rev. Mod. Phys., Band 76, 2004, S. 1015
- mit S. Servidio, P. Dmitruk; Depression of nonlinearity in decaying isotropic MHD turbulence, Phys. Rev. Lett., Band 100, 2008, S. 095005 .
- mit P. Dmitruk: Low-frequency 1∕f fluctuations in hydrodynamic and magnetohydrodynamic turbulence, Phys. Rev. E, Band 76, 2007, S.  036305
- mit G. P. Zank, C. W. Smith, S. Oughton: Turbulence, spatial transport, and heating of the solar wind, Phys. Rev. Lett., Band 82, 1999, S. 3444